# Шотландская национальная лига
Шотландская национальная лига (англ. Scottish National League) — шотландская хоккейная лига. Параллельно с Английской национальной хоккейной лигой считается второй по значимости после Британской элитной хоккейной лиги. Однако её сила считается равной второму дивизиону Английской национальной хоккейной лиги (слабейшего дивизиона английского хоккея), так как в лиге выступают много фарм-клубов команд более сильных лиг Великобритании, а также потому что команды укомплектованы в основном игроками-любителями.

## Команды
- Абердин Линкс
- Данди Кометс
- Данди Тайгерс
- Керколди Кестрелс
- Килмарнок Сторм
- Норт Эйр Уайлд
- Пейсли Пайретс
- Солуэй Шаркс
- Эдинбург Кэпиталс